# Elias Hraoui
Elias Hraoui (arabsky الياس الهراوي‎, Iljás al-Hráwí‎; * 4. září 1926 Zahlé – 7. července 2006 Bejrút) byl libanonský politik, v letech 1989–1998 prezident Libanonu.

## Mládí a vzdělání
Hraoui se narodil 4. září 1926 v Zahlé v bohaté maronitské rodině. Byl synem Khalila Hrawiho (Chalíl Hráwí) a Heleny Harb. V roce 1947 získal diplom v oboru obchodu. Zapsal se na Právnickou fakultu Univerzity svatého Josefa, ale studium zde nedokončil.

## Podnikatelská kariéra
Hraoui se zabýval zemědělstvím až do roku 1972, kdy se stal poslancem libanonského parlamentu. Jako úspěšný obchodník začal podnikat v oblasti vývozu zeleniny a jednal s významnými švýcarskými společnostmi. Vedl také družstvo pro pěstování cukrové řepy Biqá'. Když jeho podnikání v oblasti vývozu zeleniny zničila občanská válka, která zuřila v letech 1975–1990, přeorientoval se na dovoz ropy.

## Politická kariéra
Hraoui pocházel z politicky významné rodiny a v roce 1972 byl zvolen do libanonského parlamentu. V letech 1980–1982 působil ve vládě Šafíqa Wazzána jako ministr veřejných prací. Zaměřoval se na výstavbu mostů a dálnic, které měly propojit všechny části země.
Hraoui byl členem nezávislého maronitského katolického bloku v parlamentu. Blok zahrnoval devět maronitských katolických zákonodárců, jejichž cílem bylo očistit křesťanské milice a udržovat pozitivní vztahy s muslimy i se Sýrií.

## Osobní život
Hraoui byl dvakrát ženatý. V roce 1947 se oženil s Evelyn a stal se otcem tří dětí: Rina, George a Roy. Druhou manželku Monu si vzal v roce 1961 a měl s ní dvě děti, Zalfu a Rolanda.
Jeho zeť Fáris Bújz byl v letech 1990–1998 ministrem zahraničních věcí. Jeho starší synové mají firmu zabývající se dovozem ropy. Jeho nejstarší syn kandidoval v parlamentních volbách v roce 1992.

### Smrt
Hraoui zemřel na rakovinu v lékařském centru Americké univerzity v Bejrútu 7. července 2006 ve věku 80 let.